# Iachkino
Iachkino (en russe : Яшкино) est une commune urbaine de l'oblast de Kemerovo, en Russie, et le centre administratif du raïon de Iachkino. Sa population s'élevait à 12 957 habitants en 2021.

## Géographie
Iachkino est située dans le sud de la Sibérie. Elle possède une gare sur la ligne de chemin de fer du Transsibérien, à 3 537 km à l'est de Moscou.

## Histoire
Un village se développa à partir de 1898 autour de la gare ferroviaire du Transsibérien, à un endroit où existaient de petites colonies agricoles entre les rivières Lesnaïa et Patcha. Une fabrique de chaux ouvrit en 1907, et fut transformée en cimenterie en 1912. Celle-ci s'agrandit sous l'ère soviétique, jusqu'à écouler sa production dans tout l'Est du pays. Iachkine reçut le statut de commune urbaine en 1928 et devint le centre administratif du raïon de Iachkino deux ans plus tard. Une usine de couvrement de toiture y fut évacuée de Briansk en 1942, agrandissant encore la cimenterie.
Iachkino a la particularité de posséder une église paroissiale catholique à cause de l'origine allemande ou polonaise de nombre de ses ouvriers qui y travaillaient au début du XXe siècle. L'église a rouvert dans les années 1990.

## Population
Recensements (*) ou estimations de la population
| 1959*  | 1970*  | 1979*  | 1989*  |
| ------ | ------ | ------ | ------ |
| 14 113 | 14 929 | 14 983 | 16 649 |

| 2002*  | 2010*  | 2012   | 2013   |
| ------ | ------ | ------ | ------ |
| 15 583 | 14 719 | 14 489 | 14 360 |

| 2016   | 2019   | 2021   | - |
| ------ | ------ | ------ | - |
| 14 040 | 13 489 | 12 957 | - |

## Économie
La commune possède plusieurs usines dont :
- Usine de ciment (OOO Iachinski tsement)
- Usine agro-alimentaire OOO Iachkino)